# Маяк Литл-Ривер
Маяк Литл-Ривер (англ. Little River Light) — маяк, расположенный на небольшом острове на входе в залив Литл-Ривер, город Катлер округ Вашингтон, штат Мэн, США. Построен в 1846 году. Автоматизирован в 2001 году.

## История
Небольшой остров на входе в залив Литл-Ривер, за которым располагается гавань города Катлер, представлял опасность для навигации в темное время суток. Потому в марте 1847 года Конгресс США на строительство маяка в этом месте. Весной 1848 года он был открыт. Маяк представлял собой каменную цилиндрическую башню высотой 7 метров, которая вдавалась в восточную стену дома смотрителя, также сделанного из камня. В 1855 году на маяк установили линзу Френеля. Качество работ было невысоким, и уже в 1870-х годах башня пришла в состояние "не подлежащее ремонту". Вместо нее в 1876 году построили более высокую (12 метров) цилиндрическую башню из чугуна. В 1888 году на фундаменте от старого дома смотрителя возвели новый. Также комплекс зданий включал в себя небольшую котельную, противотуманную колокольню и эллинг. В 1975 году Береговая охрана США поставила новый автоматический маяк по соседству, и маяк Литл-Ривер перестали использовать. В 2001 году маяк перешел к Американской Организации Поддержки Маяков, которая восстановила его, и в 2 октября 2001 маяк был вновь торжественно открыт и введен в эксплуатацию. В настоящее маяк время продолжает работать. Дом смотрителя используется как гостиница.
В 1988 году он был включен в Национальный реестр исторических мест.